# Десети конгрес на Илинденската организация
Деветият редовен конгрес на Илинденската организация се провежда на 28 и 29 март 1937 година в Пловдив. На него участват 38 делегати от централното дружество и клоновете на Илинденската организация в Царство България.
Тома Николов е назначен за временен председател на конгреса, Христо Танушев за секретар, а в постоянното бюро на конгреса са избрани Петър Ацев (председател), Христо Настев и Климент Шапкарев (подпредседатели), Стефан Аврамов и Кръстю Тачев за секретари. Гласуваният бюджет за годината е 418 000 лева приходи и разходи. Преизбрани са Ръководното тяло и контролната комисия от предходния конгрес.